# Gerhard van Wou

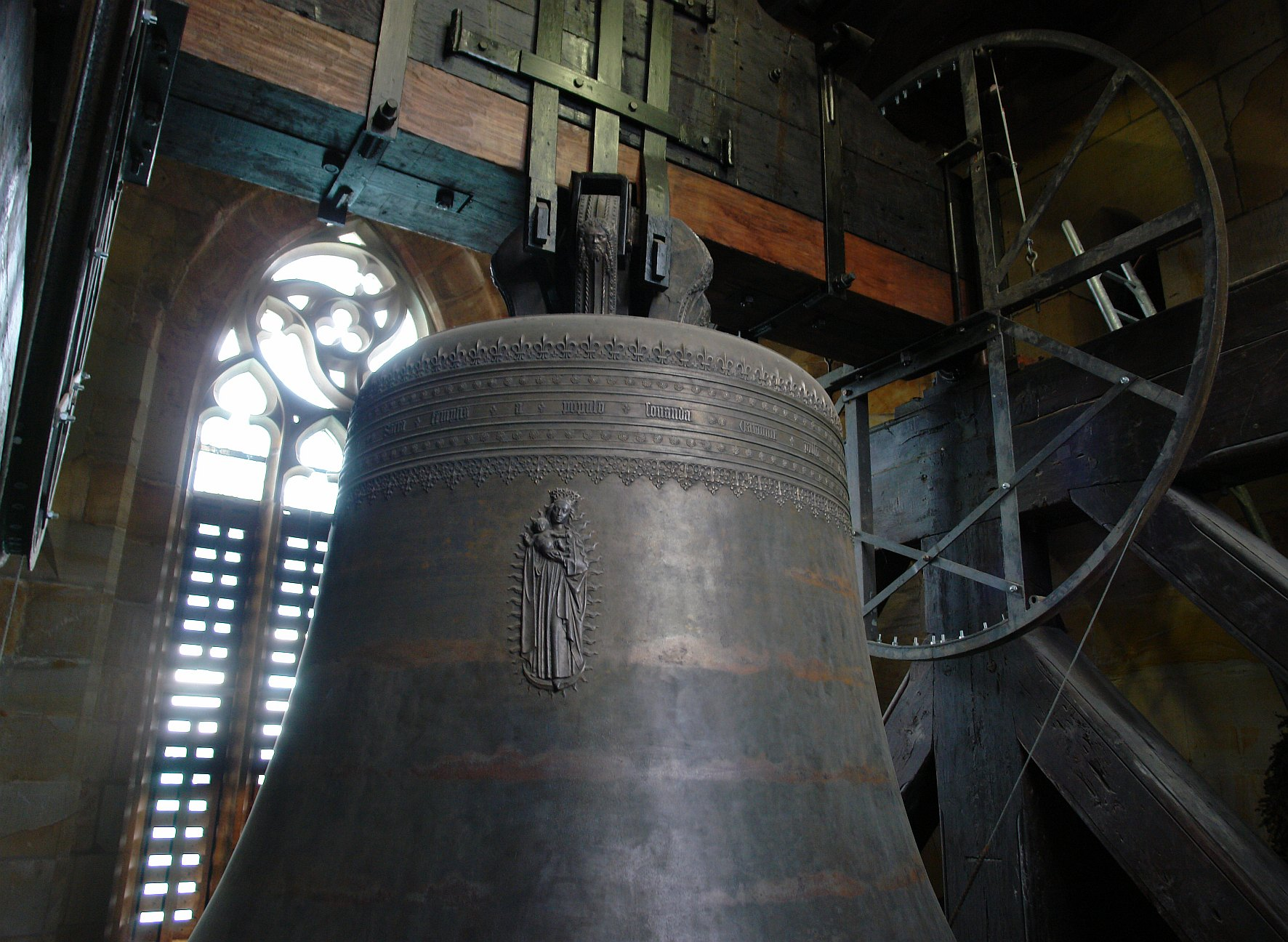
Erfurt, Dom: Obersatz der Gloriosa von 1497

Gerhard van Wou [vaʊ̯], auch Geert Wou van Kampen, Gerhard Wou van Kampen, Gerhard de Wou (* um 1440 in Hintham; † Dezember 1527 in Kampen) war ein niederländischer Glockengießer. Er schuf 1497 die Gloriosa für den Erfurter Dom, die im Allgemeinen als sein Meisterwerk betrachtet wird.

## Leben und Wirken
Als Sohn des Glockengießers Willem van Wou kam er schon sehr früh mit dem Handwerk des Glockengießens in Berührung.
Von 1474 befindet sich ein Eintrag im Bürgerbuch von Herzogenbusch, in dem er als „Magister Gerardus de Woude“ genannt wird. Ab 1482 ist er in Kampen ansässig.
Er wird heute als einer der bedeutendsten Glockengießer des ausgehenden Mittelalters angesehen. Van Wou wurde jedoch nicht nur durch das Gießen von Glocken reich, so wurde er zum Beispiel in Rechnungen der Stadt Nijmegen als „meyster Geryt bussengieter“ (Kanonengießer) bezeichnet, was den Schluss nahelegt, dass er auch andere Gussarbeiten durchführte.
Van Wou wandte als erster seines Faches konsequent diejenige Gesetzmäßigkeit an, die besagt, dass bei gleichbleibender Legierung und bei gleich proportionierten Rippen (Längsprofil einer Glocke) die Frequenzen der Schlagtöne im umgekehrten Verhältnis zu den unteren Durchmessern der Glocken stehen. So gelang es ihm, die geforderten Schlagtöne sehr genau zu berechnen und damit auch zu treffen, während das Treffen von Schlagtönen bis zu diesem Zeitpunkt eher als Glücksfall zu bezeichnen ist. Im Jahre 1505 goss er 13 Glocken für den Utrechter Dom in einer lückenlosen Tonleiter (Diatonik) von fis0 bis cis2. In einigen Inschriften wird das jeweilige Intervall genannt, welches jeweils zum Schlagton der großen Glocke (fis0) Bezug nimmt. Beispielsweise steht auf der fünften Glocke Baptista:
Das Wort diapente bedeutet Quinte; der Schlagton der Glocke ist cis1. Gerhard van Wou war außerdem in der Lage, mit dem oben genannten Verfahren auch tonlich passende Glocken zu bereits vorhandenen zu ergänzen. Im Jahre 1491 erfüllte er den Auftrag, für St. Michaelis zu Lüneburg vier Glocken in b0, es1, f1 und g1 zu zwei vorhandenen Glocken in den Schlagtönen c1 und d1 zu ergänzen. Zwei Glocken sind erhalten geblieben.
Einer seiner Schüler war Wolter Westerhues; in St. Andreas zu Ahaus-Wüllen hängen Glocken von Meister und Schüler in einem Geläut vereint.

## Werke

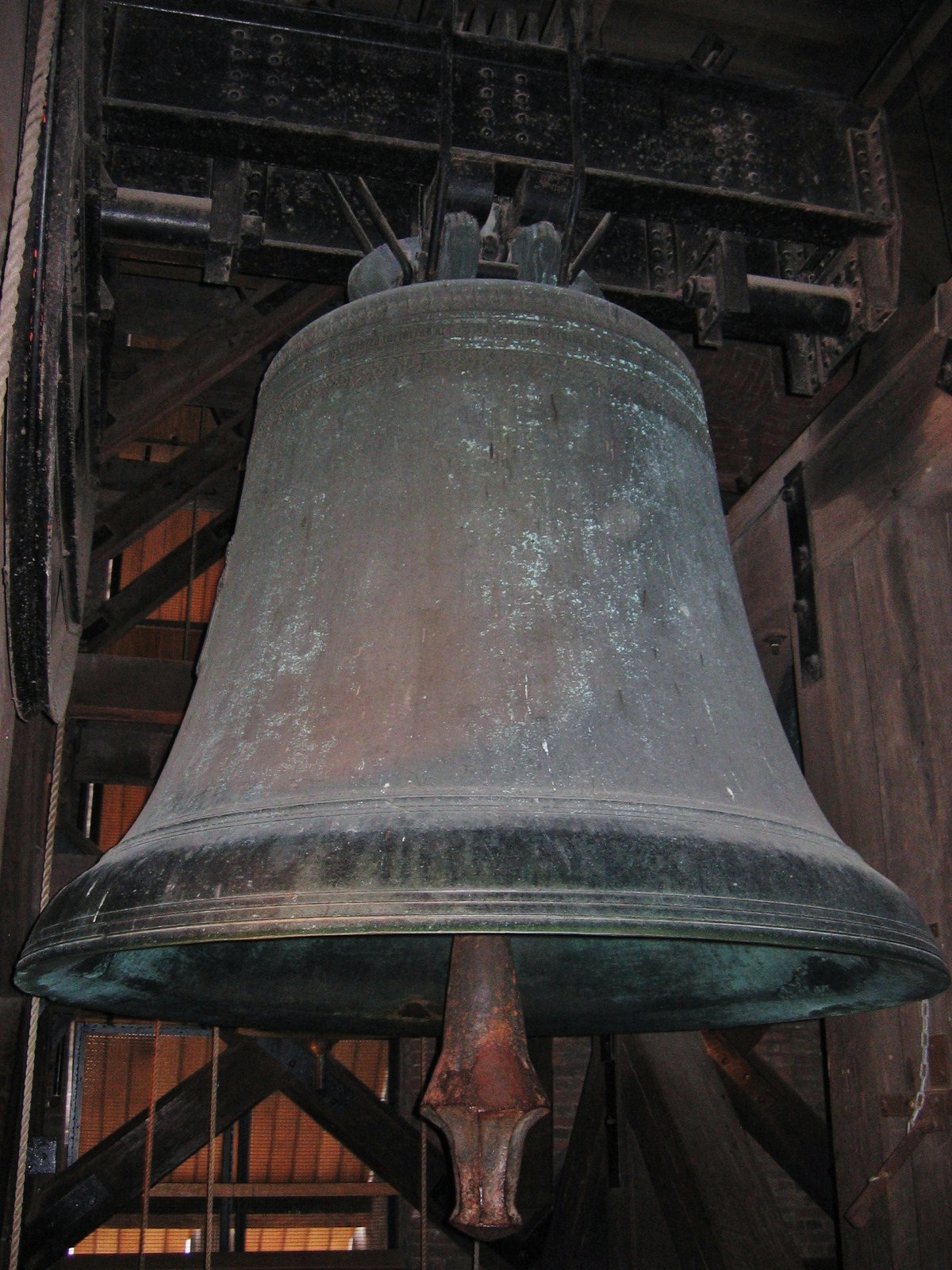
Utrecht, Dom: Salvator von 1505 mit originalem Van-Wou-Klöppel

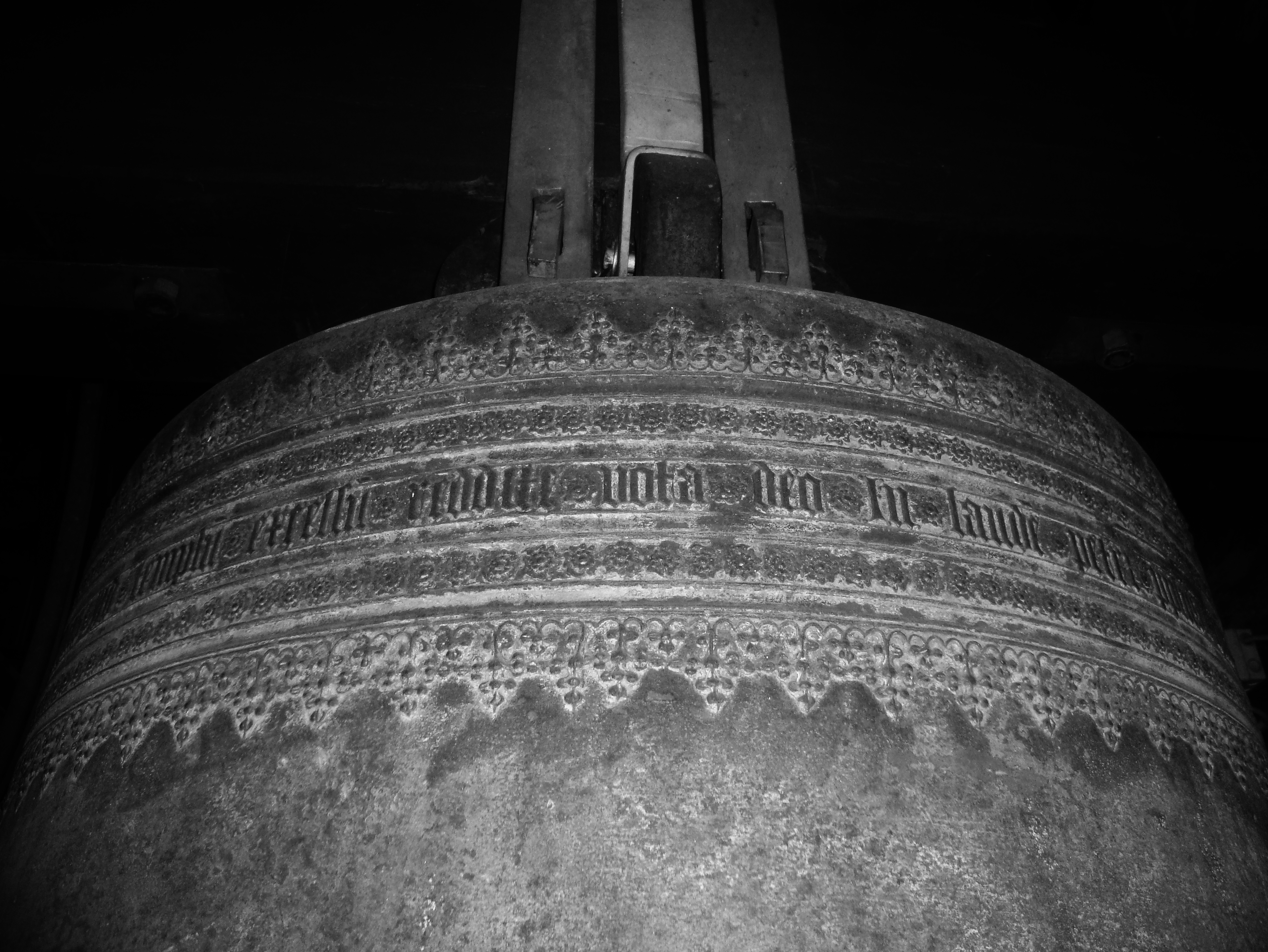
Recklinghausen, St. Peter: Inschriftdetail der Petrusglocke von 1500

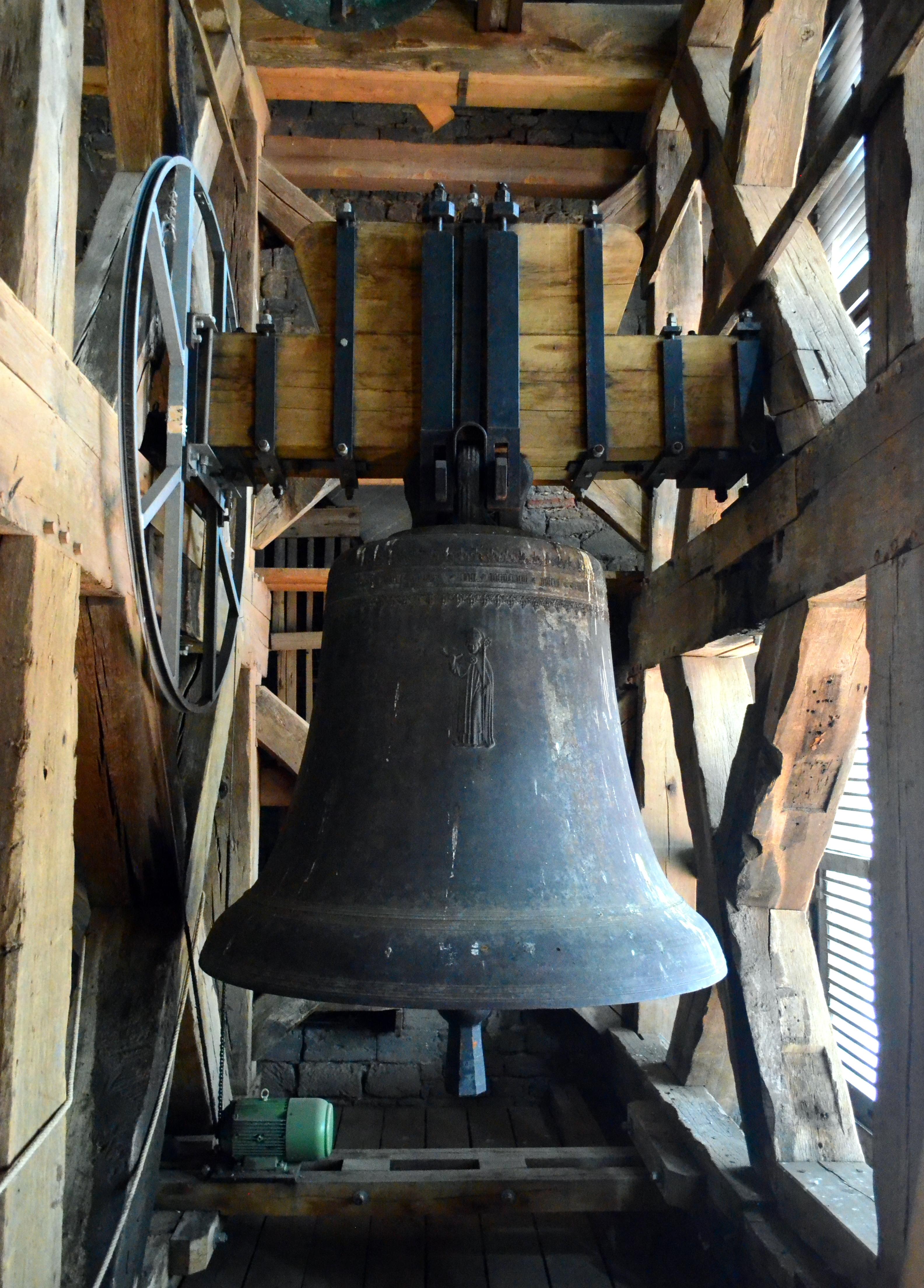
„Blasius major“, auch „Salvator“ genannt, mit 4,8 t die größte und schwerste Glocke des Braunschweiger Doms, 1502 gegossen.

129 Van-Wou-Glocken sind noch namentlich bekannt. Drei Geläute sind noch vollständig erhalten: im Dom zu Braunschweig sowie in St. Peter zu Recklinghausen und St. Pancratius in ’s-Heerenberg.
Im Folgenden eine Auflistung bekannter Beispiele mit Namen, Schlagton und Gussjahr:
| Ort                            | Kirche                              | Gussjahr  | Name                                                     | Schlagton                        |
| ------------------------------ | ----------------------------------- | --------- | -------------------------------------------------------- | -------------------------------- |
| Arnhem (NL)                    | St. Eusebius                        | 1477      | Martinus und Eusebius                                    | b0                               |
| Kampen (NL)                    | Nieuwe Toren                        | 1481–83   | Salvator Maria                                           | b0 as0                           |
| Kampen (NL)                    | Nicolaas- of Bovenkerk:             | 1482      | Martinus Peter und Paul                                  | cis1 eis1                        |
| Osnabrück                      | Hl. Kreuz (aus dem Osnabrücker Dom) | 1485      | Beginenglocke                                            |                                  |
| Hamburg-Altengamme             | St. Nicolai                         | 1487      | Celsa                                                    | d1                               |
| Amersfoort (NL)                | St. Joris                           | 1489      | Georgius                                                 | c1                               |
| Belkau                         | Dorfkirche Belkau                   | 1490      |                                                          |                                  |
| Stendal                        | St. Petri                           | 1490      |                                                          | h0                               |
| Stendal                        | St. Marien                          | 1490      | Maria Faule Anna                                         | gis0 h0                          |
| Hohenberg-Krusemark            |                                     | 1490      |                                                          | g1                               |
| Stapel                         | Dorfkirche Stapel                   | 1492      |                                                          | fis1                             |
| Groß Rossau                    | Dorfkirche Groß Rossau              | 1490      |                                                          | fis1                             |
| Lüneburg                       | St. Nicolai                         | 1491      | Maria                                                    | a0                               |
| Lüneburg                       | St. Michaelis                       | 1492      | Michael                                                  | es1 g1                           |
| Rhede                          | St. Gudula                          | 1492      | ehem. Uhrglocke                                          | e2                               |
| Münster                        | St. Lamberti                        | 1493      | Lambertus Maria                                          | c1 es1                           |
| Oldenzaal (NL)                 | St.-Plechelmus-Basilika             | 1493      | Maria                                                    | c1                               |
| Demker                         |                                     | 1495      |                                                          | g2                               |
| Ahaus-Wessum                   | St. Martinus                        | 1499 1496 | Anna Martinus                                            | cis1 dis1                        |
| Ahaus-Wüllen                   | St. Andreas                         | 1496      |                                                          | es1                              |
| Erfurt                         | Dom St. Marien                      | 1497      | Gloriosa                                                 | e0                               |
| Erfurt                         | St. Severi                          | 1497      | Vincentia                                                | h0                               |
| Emmerich                       | St. Aldegundis                      | 1498      | Maria                                                    | h0                               |
| Recklinghausen                 | St. Peter                           | 1500      | Petrus Johannes Maria                                    | b0 c1 es1                        |
| Zeerijp (NL)                   | Jacobuskerk                         | 1500      | Anna und Jacobus                                         | cis1                             |
| Eernewoude (NL)                | Hervormde Kerk                      | 1500      |                                                          | g1                               |
| Emlichheim Grafschaft Bentheim | Reformierte Kirche                  | 1501      | Glocke4                                                  | c″1                              |
| Braunschweig                   | Dom St. Blasii                      | 1502      | Blasius major Maria Johannes                             | a0 h0 cis1                       |
| Naumburg                       | Dom St. Peter und Paul              | 1502      |                                                          | e1                               |
| Haarlem (NL)                   | St. Bavo                            | 1503      | Roelant                                                  | a0                               |
| Utrecht (NL)                   | Domkerk St. Martinus                | 1505/06   | Salvator Maria Martinus Michael Baptista Magdalena Jezus | fis0 gis0 ais0 h0 cis1 dis1 ais1 |
| Utrecht (NL)                   | Geertekerk                          | 1506      | Jezus                                                    | as1                              |
| Lübeck                         | St. Jacobi                          | 1507      | Salichmaker (Salvator) auch „Pulsglocke“ genannt         | a0                               |